# Hwaseong
Hwaseong (prononcé en coréen : [ɸʷa.sʌŋ]) est une ville de la province de Gyeonggi, en Corée du Sud. Elle possède la plus grande superficie de terres agricoles de toutes les villes ou comtés de la province de Gyeonggi. La ligne 1 du métro de Séoul traverse Hwaseong et s'arrête à l'unique station de Byeongjeom. La ligne Suin Bundang passe également par Hwaseong, s'arrêtant à la gare d'Eocheon.
La forteresse de Hwaseong est située à proximité de Suwon.

## Universal Studios
Le 27 novembre 2007, la ville a été choisie comme site du futur parc à thème Universal Studios South Korea. Initialement prévu pour 2016, il aurait été le plus grand parc à thème Universal Studios au monde, étant plus grand que les quatre autres dans le monde réunis . Le parc de 3,1 milliards de dollars devrait créer au moins 58 000 nouveaux emplois. En 2014, le projet a été suspendu. Le plan a été relancé en 2015 et K-Water (Korean Water Resources Corporation) a été choisi comme partenaire commercial. Universal Studios South Korea n'est plus en cours de développement à partir de 2020.

## Géographie

### Villes limitrophes
| Ansan     | Suwon      | Yongin           |
| Mer Jaune | Hwaseong   | Yongin           |
| Mer Jaune | Pyeongtaek | Osan, Pyeongtaek |

## Climat
Hwaseong a un climat continental humide (Köppen: Dwa), mais peut être considéré comme à la limite d'un climat subtropical humide (Köppen: Cwa) en utilisant l'isotherme de −3 °C. La ville est située dans la zone ouest de la péninsule coréenne. Les températures en hiver sont basses le long du rivage car elle est située dans les basses plaines et à proximité de la mer Jaune (mer de l'Ouest), où l'eau est peu profonde. De plus, l'air sibérien s'engouffre directement dans les plaines occidentales de la péninsule coréenne, ce qui rend plusieurs régions particulièrement sujette au froid.
| Mois                                | jan. | fév. | mars | avril | mai  | juin | jui.  | août  | sep.  | oct. | nov. | déc. | année   |
| ----------------------------------- | ---- | ---- | ---- | ----- | ---- | ---- | ----- | ----- | ----- | ---- | ---- | ---- | ------- |
| Température minimale moyenne (°C)   | −6,3 | −4,1 | 0,5  | 6,4   | 12   | 17,3 | 21,7  | 22,5  | 17,3  | 10   | 2,9  | −4,2 | 8       |
| Température moyenne (°C)            | −2   | 0,3  | 5,3  | 11,5  | 17   | 21,6 | 25,8  | 25,8  | 21,4  | 14,7 | 7,4  | 0,1  | 12,3    |
| Température maximale moyenne (°C)   | 2,4  | 5,1  | 10,8 | 17,4  | 23,1 | 27   | 28,9  | 30,1  | 26,3  | 20,3 | 12,3 | 4,5  | 17,4    |
| Précipitations (mm)                 | 13,5 | 22,2 | 32,5 | 63,3  | 72,2 | 102  | 327,3 | 232,9 | 128,2 | 46   | 43,9 | 18,2 | 1 102,2 |
| Nombre de jours avec précipitations | 3,7  | 3,6  | 5,1  | 6,7   | 6,3  | 6,9  | 12,9  | 11,4  | 7,3   | 4,8  | 7,3  | 5,1  | 81,1    |

| Diagramme climatique                                  |             |             |             |            |           |               |               |               |          |             |             |
| J                                                     | F           | M           | A           | M          | J         | J             | A             | S             | O        | N           | D           |
| 2,4−6,313,5                                           | 5,1−4,122,2 | 10,80,532,5 | 17,46,463,3 | 23,11272,2 | 2717,3102 | 28,921,7327,3 | 30,122,5232,9 | 26,317,3128,2 | 20,31046 | 12,32,943,9 | 4,5−4,218,2 |
| Moyennes : • Temp. maxi et mini °C • Précipitation mm |             |             |             |            |           |               |               |               |          |             |             |

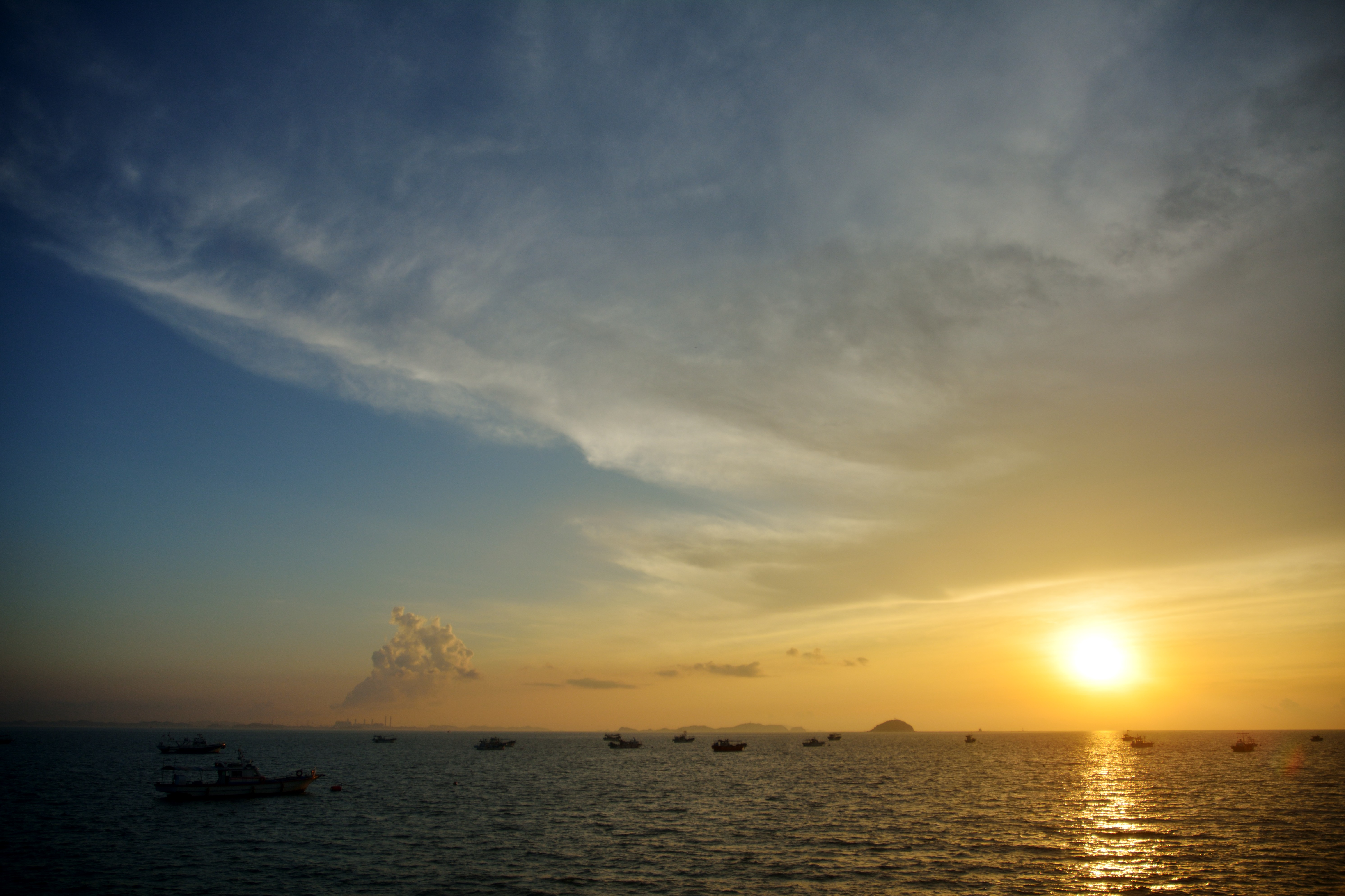
Port de Gungpyeong

## Démographie
Hwaseong est peuplé à 49 % de citoyens sud-coréens masculins, 46 % de femmes sud-coréennes et 5 % de résidents étrangers. Avec 236 241 logements, il y a en moyenne 2,8 personnes par lieu d'habitation enregistré dans la ville. À l'exception de Byeongjeom 2-dong, Dongtan 2-dong et Dongtan 3-dong, il y a une plus grand proportion d'hommes que de femmes dans chaque division de la ville.

### Divisions administratives
Hwaseong compte 4 bourgs urbains (eup), 9 bourgs ruraux (myeon) et 13 quartiers (dong). Chaque eup et myeon est divisé en villages (ri). En octobre 2014, Namyang -dong a été rétrogradé en eup - une première en Corée du Sud. Le nom de Hwaseong vient de la forteresse Hwaseong de Suwon, construite par le roi Jeongjo. Les zones les plus peuplées de Hwaseong sont Namyang (à l'ouest), Hyangnam et Bongdam (au centre) et Dongtan (à l'est). Dongtan possède une gare ferroviaire à grande vitesse SRT depuis décembre 2017. L'autoroute Seohae traverse l'ouest de Hwaseong, tandis que l'autoroute Gyeongbu traverse l'est de la ville.
| Division              | Population (2016.06.30) | Nb Foyer | Surface (km2) |
| --------------------- | ----------------------- | -------- | ------------- |
| Bongdam-eup           | 69,941                  | 24,887   | 42.7          |
| Ujeong-eup            | 18,090                  | 8,101    | 59.7          |
| Hyangnam-eup          | 70,374                  | 28,560   | 50.0          |
| Namyang-eup           | 26,917                  | 11,615   | 67.0          |
| Maesong-myeon         | 8,317                   | 3,675    | 27.4          |
| Bibong-myeon          | 5,863                   | 2,810    | 38.5          |
| Mado-myeon            | 6,762                   | 3,347    | 31.7          |
| Songsan-myeon         | 11,287                  | 5,205    | 53.9          |
| Seosin-myeon          | 6,993                   | 3,639    | 43.2          |
| Paltan-myeon          | 10,556                  | 5,784    | 50.9          |
| Jangan-myeon          | 10,983                  | 5,297    | 67.7          |
| Yanggam-myeon         | 4,235                   | 2,237    | 31.1          |
| Jeongnam-myeon        | 12,487                  | 5,926    | 40.6          |
| Saesol-dong           |                         |          |               |
| Jinan-dong            | 36,351                  | 16,266   | 6.2           |
| Byeongjeom 1(il)-dong | 28,520                  | 9,983    | 1.5           |
| Byeongjeom 2(i)-dong  | 26,758                  | 8,892    | 1.0           |
| Banwol-dong           | 27,024                  | 8,566    | 3.9           |
| Gibae-dong            | 14,859                  | 4,843    | 4.2           |
| Hwasan-dong           | 23,494                  | 9,137    | 11.6          |
| Dongtan 1(il)-dong    | 53,494                  | 18,728   | 5.3           |
| Dongtan 2(i)-dong     | 37,246                  | 11,669   | 2.2           |
| Dongtan 3(sam)-dong   | 44,354                  | 15,369   | 1.9           |
| Dongtan 4(sa)-dong    |                         |          |               |
| Dongtan 5(o)-dong     |                         |          |               |
| Dongtan 6(yuk)-dong   |                         |          |               |
| Total                 | 619,766                 | 236,241  | 689.7         |

## Produits Locaux
De nombreux produits différents des autres régions du Gyeonggi-do sont vendus dans la région de Hwaseong . Il existe de nombreuses installations qui cultivent des produits de la terre allant des melons aux herbes médicinales. De plus, de la viande et des produits laitiers sont également disponibles. Le Hangwa est également fabriqué par des entreprises locales en tant que spécialité.

## Sport
Hwaseong abrite l'équipe féminine de volley-ball de la V-League Hwaseong IBK Altos, ainsi que l'équipe de football de la K3 League Hwaseong FC, basée au Hwaseong Sports Town. Ce complexe sportif a accueilli des matchs de football et de basket-ball lors des Jeux asiatiques de 2014, tandis que les épreuves de tir ont eu lieu ailleurs à Hwaseong.

## Entreprise
- U-JIN Tech Corp., machines de soudage par friction

## Personnalités
- Cha Bum-kun, footballeur sud-coréen
- Cho Yong-pil, chanteur pop sud-coréen
- Lee Yong-jin, comédien sud-coréen
- Seo Soo-jin, chanteuse / danseuse sud-coréenne, membre de (G)I-dle
- Yoon Jeonghan, membre du groupe k-pop SEVENTEEN

## Villes jumelées
- Burnaby, Colombie-Britannique, Canada
- Weihai, Shandong, Chine
- District de Wujiang, Suzhou, Jiangsu, China
- Province de Phú Thọ, Vietnam